# Paramongaia
Paramongaia là chi thực vật có hoa trong họ Amaryllidaceae.